# 宍道ジャンクション
宍道ジャンクション（しんじジャンクション）は、島根県松江市宍道町にある、山陰自動車道と松江自動車道を結ぶジャンクションである。

## 接続する道路
- E9 山陰自動車道（29番）
- E54 松江自動車道（29番）

## 制限速度
ランプ内、制限速度 50km/h

## 隣
E9 山陰自動車道
(28) 宍道IC - (29) 宍道JCT - (30) 斐川IC
E54 松江自動車道
(6) 三刀屋木次IC - (6-1) 加茂BS/雲南加茂SIC - 加茂岩倉PA - (29) 宍道JCT